# Acrobeles contractus
Acrobeles contractus is een rondwormensoort. De wetenschappelijke naam van de soort is voor het eerst geldig gepubliceerd in 1925 door Thorne.